# 成山明
成山 明（なるやま あきら、1931年11月27日 - 1978年5月8日）は、兵庫県津名郡由良町（現在の同県洲本市）出身で小野川部屋に所属した大相撲力士。本名同じ。最高位は西小結（1956年3月場所）。身長176cm、体重110kg。得意手は左四つ、寄り。

## 来歴・人物
成山は本名であるが、郷里・由良町にある成ヶ島（淡路橋立）の北端にある山の名前でもあるため、そのまま四股名とした。少年航空兵を志願し合格したが時は敗戦寸前だった1945年（昭和20年）のことで、願いは叶わず終戦となった。家業の漁業を手伝っていたところを、父親がいとこ同士だった元前頭2・錦華山の小野川親方に誘われて小野川部屋へ入門することとなり、1948年（昭和23年）10月場所にて初土俵を踏んだ。
初土俵の場所では番付外と新序で続けて好成績を収めたため、翌場所では序ノ口を飛び越し、序二段に付け出された。
なお、当初の四股名は、所属の小野川部屋に因んだ「小野若」であった。
1953年（昭和28年）1月場所、21歳で十両に昇進。この場所では初日から9連勝したが、これが当時の新十両の初日からの連勝記録で、55年後の2008年（平成20年）11月場所、翔天狼がこの記録に並んだ。その後、1953年9月場所で新入幕を果たした。この場所では14勝1敗で優勝した東富士に次ぐ12勝3敗という好成績を残して技能賞を受賞、新入幕での技能賞受賞は初めてのことだった。
1956年（昭和31年）3月場所では小結に昇進、史上初めて本名での三役力士となった。同場所では3勝12敗と大敗し、三役は結局、この1場所しか務まらなかった。
左差し右おっつけの速攻で、場所の序盤にしばしば上位を倒し「成山旋風」を巻き起こし、颯爽とした風貌で人気も高かった。久保田万太郎は新入幕時の快進撃を「秋場所や　けいこの甲斐をかくも見せ」と詠んだ。しかしながら、日頃のえびすこぶりと大酒が祟ってか、持病の糖尿病のため終盤まで持たなかった。
1962年（昭和37年）5月場所限りで廃業し、その後は東京都千代田区九段地区で料亭を経営した。
1978年（昭和53年）5月8日、心筋梗塞のため東京都港区内の病院で逝去。46歳没。
息子（明秀（あきひで）、1963年（昭和38年）1月22日生まれ）は同年3月に角界入り（出羽海部屋へ入門）し、本名でもある「成山」の四股名で西幕下2枚目まで進んだが、親子関取昇進は果たせなかった（1987年（昭和62年）5月場所後に廃業し、現在は、東京都内で相撲料理店「ちゃんこ 成山」を経営している）。
なお、成山が亡くなったのは、息子・明秀が序ノ口の土俵に初めて上がった日でもあったという。彼の同期生には、水戸泉、琴稲妻らがいる。

## 主な成績・記録
- 通算成績：454勝433敗15休 勝率.512
- 幕内成績：261勝294敗 勝率.470
- 現役在位：61場所
- 幕内在位：37場所
- 三役在位：1場所（小結1場所）
- 三賞：4回
  - 殊勲賞：1回（1956年1月場所）
  - 技能賞：3回（1953年9月場所、1957年1月場所、1958年7月場所）
- 金星：6個（東富士1個、鏡里2個、吉葉山2個、若乃花1個）
- 各段優勝
  - 十両優勝：2回（1953年1月場所、1953年5月場所）

### 場所別成績
| | 一月場所 初場所（東京） | 三月場所 春場所（大阪） | 五月場所 夏場所（東京） | 七月場所 名古屋場所（愛知） | 九月場所 秋場所（東京） | 十一月場所 九州場所（福岡） |
| --- | ----------------------- | ----------------------- | ----------------------- | --------------------------- | ----------------------- | --------------------------- |
| 1948年 （昭和23年） | x                       | x                       | x                       | x                           | x                       | 西新序 4–1                  |
| 1949年 （昭和24年） | 東序二段30枚目 6–6      | x                       | 西序二段13枚目 8–7      | x                           | x                       | 西序二段2枚目 8–7           |
| 1950年 （昭和25年） | 西三段目28枚目 9–6      | x                       | 西三段目18枚目 10–5     | x                           | 西三段目5枚目 7–8       | x                           |
| 1951年 （昭和26年） | 東三段目6枚目 7–8       | x                       | 東三段目7枚目 9–6       | x                           | 西幕下28枚目 8–7        | x                           |
| 1952年 （昭和27年） | 東幕下21枚目 11–4       | x                       | 東幕下10枚目 9–6        | x                           | 西幕下筆頭 8–7          | x                           |
| 1953年 （昭和28年） | 西十両18枚目 優勝 12–3  | 東十両6枚目 8–7         | 西十両5枚目 優勝 12–3   | x                           | 東前頭17枚目 12–3 技    | x                           |
| 1954年 （昭和29年） | 西前頭5枚目 6–9         | 東前頭9枚目 11–4        | 西前頭3枚目 7–8         | x                           | 西前頭4枚目 7–8 ★       | x                           |
| 1955年 （昭和30年） | 西前頭6枚目 8–7         | 東前頭5枚目 6–9         | 東前頭8枚目 8–7         | x                           | 東前頭6枚目 10–5        | x                           |
| 1956年 （昭和31年） | 東前頭筆頭 8–7 殊★      | 西小結 3–12             | 東前頭5枚目 10–5 ★      | x                           | 東前頭2枚目 4–11        | x                           |
| 1957年 （昭和32年） | 東前頭8枚目 10–5 技     | 東前頭筆頭 7–8 ★        | 西前頭2枚目 2–13        | x                           | 東前頭11枚目 9–6        | 西前頭7枚目 3–12            |
| 1958年 （昭和33年） | 東前頭16枚目 9–6        | 西前頭13枚目 9–6        | 東前頭11枚目 10–5       | 西前頭5枚目 8–7 技          | 東前頭3枚目 8–7         | 西前頭筆頭 4–11             |
| 1959年 （昭和34年） | 西前頭7枚目 8–7         | 西前頭5枚目 2–13        | 西前頭16枚目 10–5       | 東前頭12枚目 10–5           | 西前頭4枚目 6–9 ★       | 東前頭9枚目 9–6             |
| 1960年 （昭和35年） | 東前頭5枚目 8–7         | 西前頭4枚目 7–8         | 西前頭6枚目 5–10        | 東前頭10枚目 6–9            | 西前頭11枚目 2–13       | 西十両5枚目 7–8             |
| 1961年 （昭和36年） | 西十両6枚目 5–10        | 西十両11枚目 8–7        | 西十両8枚目 10–5        | 東十両3枚目 9–6             | 東十両筆頭 9–6          | 西前頭10枚目 4–11           |
| 1962年 （昭和37年） | 東十両4枚目 9–6         | 東前頭15枚目 5–10       | 西十両2枚目 引退 –      | x                           | x                       | x                           |
| 各欄の数字は、「勝ち-負け-休場」を示す。 優勝 引退 休場 十両 幕下 三賞：敢=敢闘賞、殊=殊勲賞、技=技能賞 その他：★=金星 番付階級：幕内 - 十両 - 幕下 - 三段目 - 序二段 - 序ノ口 幕内序列：横綱 - 大関 - 関脇 - 小結 - 前頭（「#数字」は各位内の序列） |                         |                         |                         |                             |                         |                             |

### 幕内対戦成績
| 力士名 | 勝数 | 負数 | 力士名         | 勝数 | 負数 | 力士名 | 勝数 | 負数 | 力士名 | 勝数 | 負数 |
| ------ | ---- | ---- | -------------- | ---- | ---- | ------ | ---- | ---- | ------ | ---- | ---- |
| 青ノ里 | 3    | 3    | 朝汐(米川)     | 3    | 11   | 東海   | 2    | 0    | 東富士 | 1    | 0    |
| 愛宕山 | 2    | 1    | 荒岐山         | 0    | 1    | 安念山 | 11   | 8    | 泉洋   | 4    | 5    |
| 岩風   | 3    | 5    | 宇田川         | 1    | 1    | 及川   | 6    | 3    | 追手山 | 1    | 0    |
| 大内山 | 7    | 11   | 大瀬川         | 5    | 1    | 大田山 | 1    | 0    | 大ノ浦 | 2    | 0    |
| 大昇   | 6    | 2    | 岡ノ山         | 0    | 1    | 大蛇潟 | 1    | 0    | 海山   | 11   | 5    |
| 開隆山 | 0    | 1    | 鏡里           | 2    | 9    | 柏戸   | 1    | 1    | 神錦   | 2    | 2    |
| 北の洋 | 1    | 12   | 北葉山         | 1    | 5    | 君錦   | 0    | 1    | 清恵波 | 4    | 0    |
| 清ノ森 | 3    | 1    | 鬼竜川         | 4    | 1    | 九州錦 | 1    | 0    | 国登   | 3    | 7    |
| 栗家山 | 0    | 1    | 鯉の勢         | 2    | 0    | 琴ヶ濱 | 8    | 7    | 琴錦   | 3    | 0    |
| 櫻國   | 0    | 1    | 潮錦           | 6    | 8    | 嶋錦   | 7    | 4    | 清水川 | 6    | 3    |
| 大鵬   | 1    | 2    | 大龍           | 1    | 0    | 高錦   | 3    | 0    | 玉乃海 | 7    | 11   |
| 玉響   | 1    | 5    | 鶴ヶ嶺         | 5    | 10   | 時津山 | 3    | 13   | 時錦   | 6    | 3    |
| 豊國   | 0    | 1    | 豊登           | 1    | 0    | 七ッ海 | 1    | 0    | 名寄岩 | 2    | 1    |
| 白龍山 | 0    | 1    | 羽黒花         | 0    | 1    | 羽子錦 | 1    | 0    | 緋縅   | 1    | 0    |
| 備州山 | 2    | 0    | 広瀬川         | 1    | 1    | 福ノ海 | 1    | 0    | 房錦   | 5    | 6    |
| 冨士錦 | 1    | 5    | 二瀬山         | 1    | 1    | 双ツ龍 | 16   | 5    | 星甲   | 3    | 2    |
| 前田川 | 0    | 2    | 前ノ山(佐田岬) | 2    | 2    | 松登   | 6    | 13   | 三根山 | 8    | 5    |
| 宮錦   | 7    | 5    | 宮柱           | 0    | 1    | 明武谷 | 1    | 0    | 吉田川 | 1    | 0    |
| 芳野嶺 | 3    | 3    | 吉葉山         | 2    | 3    | 若駒   | 0    | 1    | 若杉山 | 4    | 1    |
| 若瀬川 | 5    | 7    | 若秩父         | 2    | 4    | 若天龍 | 0    | 1    | 若ノ海 | 7    | 9    |
| 若の國 | 1    | 2    | 若乃花(初代)   | 1    | 13   | 若羽黒 | 1    | 10   | 若葉山 | 7    | 9    |
| 若前田 | 8    | 6    | 若三杉         | 2    | 2    |        |      |      |        |      |      |

## 改名履歴
- 小野若 明（おのわか あきら）1949年1月場所-1951年1月場所
- 成山 明（なるやま あきら）1951年5月場所-1960年1月場所
- 成山 準（なるやま じゅん）1960年3月場所-1961年9月場所
- 成山 明（なるやま あきら）1961年11月場所-1962年5月場所